# CET Grozăvești
Centrala Electric de Termoficare Grozăvești este o termocentrală amplasată pe strada Splaiul Independenței nr. 229, sector 6, București. CET Grozăvești a fost înființată în anul 1912, fiind una dintre primele de acest tip din țară, însă, începând chiar din 1889, funcționa Uzina hidraulico-electrică Grozăvești transformată în 1902 în Uzina electrică a instalațiilor de la Bragadiru.
În prezent, puterea electrică instalată a CET Grozăvești este de 100 MW, iar cea termică de 584 Gcal/h (184 Gcal/h în instalațiile de bază, respectiv 400 Gcal/h în instalațiile de vârf).
Atât puterea termică cât și cea electrică sunt asigurate de două grupuri turbogeneratoare tip VT-50-1 cu condensație și priză de termoficare de 50 MW și două cazane cu abur supraîncălzit de 210 t/h (tip IBZKG), respectiv 420 t/h (tip TGM84). Necesarul de energie termică este asigurat și cu ajutorul a șase agregate energetice de vârf, din care două sunt retrase din exploatare. Agregatele disponibile sunt patru cazane de apă fierbinte (CAF-uri), trei de tip PTVM, modernizate și unul tip 4, de 100 Gcal/h fiecare. Instalațiile de bază și vârf funcționează pe gaze naturale și păcură.
Energia termică este livrată consumatorilor prin intermediul a două magistrale (exploatate de RADET), de regulă pentru următoarele zone:
• Magistrala Grivița: Gara de Nord, Grivița, N. Titulescu, Plevnei, Iancu de Hunedoara, Ștefan cel Mare, Circului, Dinamo, Pipera, Aviației, Galvani Tei, Perla, Dorobanți;
• Magistrala Rahova: Rahova, Mărgeanului, Centrul Civic, Panduri, Palatul Parlamentului până la P5A.
Evacuarea energiei în Sistemul Energetic se realizează printr-o stație electrică de 110 kV, de tip interior, ce face legătura cu rețeaua de 110 kV prin 6 linii electrice subterane, cu capacitatea totală de cca 450 MW. Pentru alimentarea consumatorilor interni (servicii generale) direct din Sistemul Energetic, CTE Grozăvești dispune de 2 transformatoare de 25 MVA.
Sursa de apă pentru instalațiile de tratare o reprezintă apa potabilă din rețeaua orășenească, iar cea de apă de răcire o reprezintă râul Argeș.